# NGC 1528
NGC 1528 est un amas ouvert situé dans la constellation de Persée. Il a été découvert par l'astronome germano-britannique William Herschel en 1790.
NGC 1528 est situé à environ 776 pc (∼2 530 al) du système solaire et les dernières estimations donnent un âge de 370 millions d'années. Le diamètre apparent de l'amas est de 18,0 minutes d'arc, ce qui, compte tenu de la distance, donne un diamètre réel d'environ 13,3 années-lumière.
Selon la classification des amas ouverts de Robert Trumpler, cet amas renferme entre 50 et 100 étoiles (lettre m) dont la concentration est moyenne (II) et dont les magnitudes se répartissent sur un intervalle moyen (le chiffre 2).